# Người Latinh

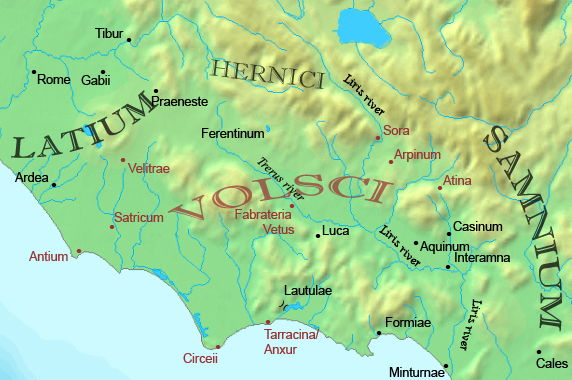
Bản đồ Latium và nhũng vùng xung quanh vào thế kỷ V TCN mà cuối cùng đều bị sáp nhập vào Roma để tạo ra "Latium adiectum". Dãy đồi Alban, một vùng cư ngụ cổ của người Latinh (từ k. 1000 TCN) và Latiar, nằm dưới chữ "U" trong latium. Hai hồ chính trong vùng, Nemi và Albanus, nằm "I". Vị trí của các thành bang Latinh Roma, Tibur (Tivoli), Praeneste (Palestrina), Ardea và Gabii cũng có mặt trên bản đồ.

Người Latinh (tiếng Latinh: Latini), là một bộ tộc gốc Ý (Italic) mà từng là những cư dân đầu tiên của Roma. Từ khoảng năm 1000 TCN, người Latinh sinh sống ở một khu vực mà người La Mã gọi là Latium Vetus (Cổ Latinum), tức vùng giữa sông Tevere và mũi đất núi Circeo cách Roma 100 kilômét (62 mi) về phía đông nam.
Người Latinh là một dân tộc Ấn-Âu mà có lẽ đã di cư đến bán đảo Ý vào cuối thời đại đồ đồng (1200–900 TCN). Ngôn ngữ của họ, tiếng Latinh, là một thành viên của nhóm ngôn ngữ gốc Ý thuộc hệ Ấn-Âu. Nền văn hóa vật chất của họ, được gọi là văn hóa Latial, là một phân dạng của văn hóa Villanova. Người Latinh-Falisci đã chiếm giữ duyên hải Tyrrhenia (từ Lazio đến Calabria ngày nay) và pha trộn với các dân tộc thời đồ đá mới xung quanh. Họ có tục hỏa táng và những kỹ thuật luyện kim tiên tiến. Các bộ tộc lớn trong khu vực gồm: Latinh và Falisci ở Lazio, Oenotria và Italii ở Calabria, Ausonu, Aurunci và Opici ở Campania và Sicel ở Sicilia. Dù bị phân chia ra nhiều cộng đồng rồi nhiều thành bang độc lập có khi gây chiến lẫn nhau, người Latinh duy trì một mối quan hệ văn hóa-tôn giáo đồng nhất cho tới khi họ thống nhất dưới "ngọn cờ" Roma vào năm 338 TCN.
Sự nổi lên của Roma như thành bang Latinh đông dân và mạnh mẽ nhất nhất từ k. 600 TCN đã dẫn đến mối quan hệ thiếu ổn định với các thành bang Latinh khác (khoảng 14 vào năm 500 TCN). Trong thời quân chủ Tarquin (k. 550–500 BC), có vẻ Roma đã có quyền lãnh đạo trên những thành bang kia. Sau sự sụp đổ của nền quân chủ Roma năm k. 500 TCN, nhiều khả năng đã có một thế kỷ liên minh giữa Roma và các thành bang Latinh còn lại để đối đầu với mối đe dọa từ các bộ tộc Italic khác, nhất là người Volsci và Aequi. Hệ thống này bị phá vỡ k. 390 TCN, khi chủ nghĩa xâm lược và bành trướng của Roma gây ra xung đột với những thành bang Latinh xung quanh. Từ 341–338 TCN, họ thiết lập một "liên hiệp" để chống lại Roma trong chiến tranh Latinh như nỗ lực cuối cùng để giữ độc lập. Cuộc chiến kết thúc với sự thắng lợi của Roma.

## Tên gọi
Cái tên Latium có thể bắt nguồn từ từ latus ("rộng") tiếng Latinh, để chỉ bình nguyên mà người Latinh cư ngụ (trái với phần còn lại nhiều núi non của bán đảo Ý). Nếu điều này đúng, thì Latini sẽ có nghĩa "người của bình nguyên".

## Ngôn ngữ

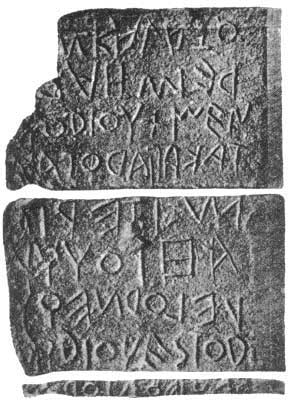
Lapis Niger (khoảng 600 TCN) - có lẽ là bản khắc tiếng Latinh cổ nhất còn tới nay

Tiếng Latinh là thành viên của nhóm ngôn ngữ gốc Ý thuộc ngữ hệ Ấn-Âu.
Bản khắc tiếng Latinh cổ nhất được cho là nằm trên Lapis Niger ("Đá Đen") phát hiện năm 1899 ở Roman Forum, và có niên đại khoảng 600 TCN: vào thời giữa Vương quốc La Mã, theo biên niên sử La Mã truyền thống. Được viết bằng dạng nguyên thủy của tiếng Latinh cổ, nó cho thấy người Latinh vẫn dùng rộng rãi ngôn ngữ của mình trong thời kỳ mà một số nhà sử học cho rằng Roma đã bị "Etrusca hóa" về cả ngôn ngữ và văn hóa. (Đây cũng là một bằng chứng cho sự tồn tại của Vương quốc La Mã, mà một số nhà sử học tin rằng mang tính truyền thuyết).